# Franz Tuczek

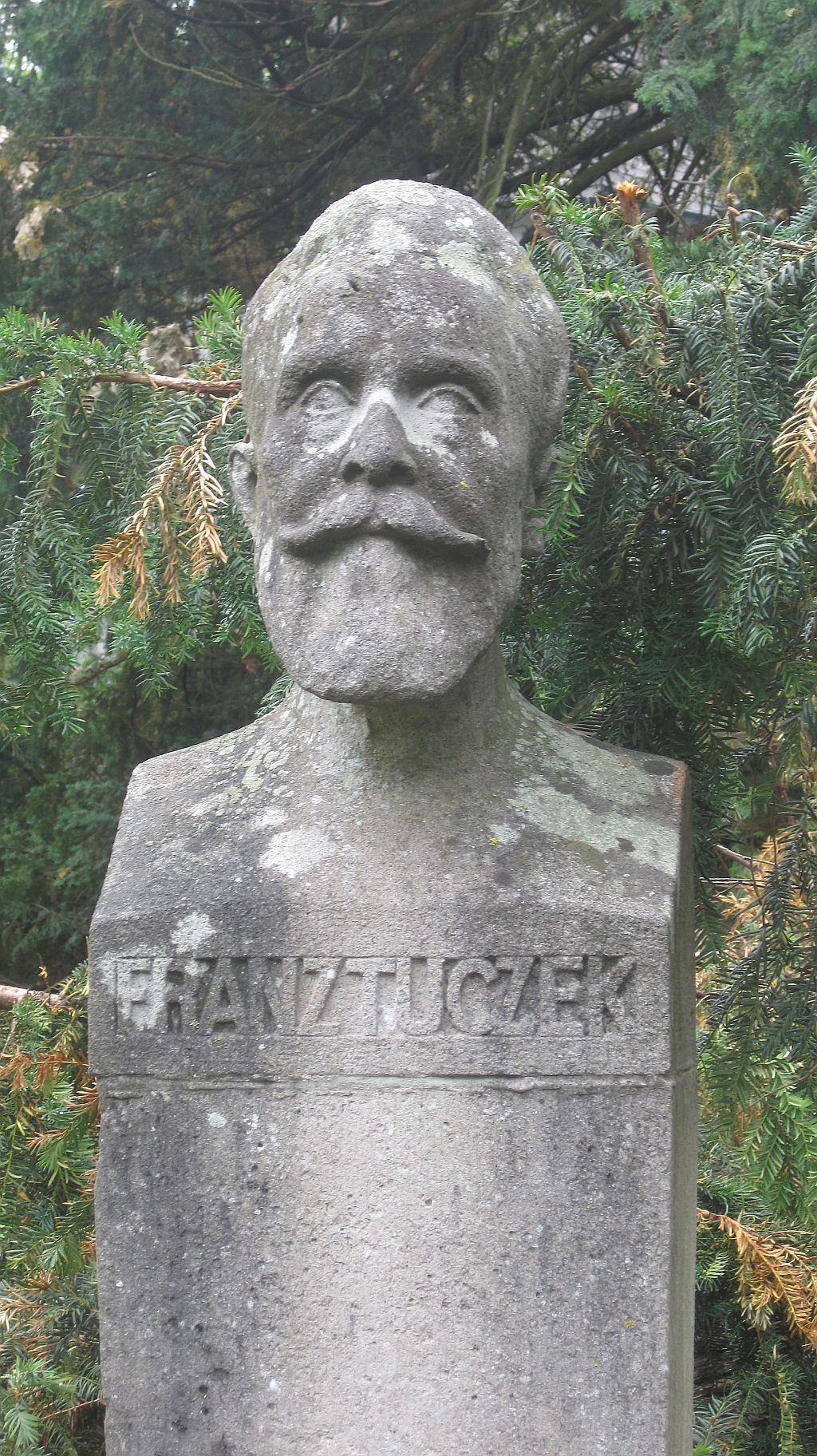
Popiersie Franza Tuczka na Uniwersytecie w Marburgu

Franz Tuczek (ur. 11 czerwca 1852 w Kolonii, zm. 19 grudnia 1925 w Marburgu) – niemiecki lekarz psychiatra, tajny radca medyczny, profesor Uniwersytetu w Marburgu.

## Życiorys
Studiował w Berlinie i w Monachium, był uczniem von Guddena, Westphala i Cramera. Ukończył studia w 1876, następnie pracował w Wiedniu u Brückego, od 1877 do 1878 w Bürgerspital w Kolonii u Riegla. W 1879 u Westphala w Berlinie.
Od 1879 roku w Marburgu, gdzie prowadził zakład dla psychicznie chorych (Irrenheilanstalt in Marburg). 2 kwietnia 1894 powołany na katedrę psychiatrii Uniwersytetu w Marburgu. 1 października 1914 roku przeszedł na emeryturę. Zmarł w 1925 roku.
Jego synem był neurolog Karl Gustav Tuczek (1890–1931).
W Marburgu znajduje się ulica jego imienia (Franz-Tuczek-Weg).

## Dorobek naukowy
Dysertacja doktorska dotyczyła zmian w rdzeniu kręgowym w zatruciu sporyszem. Kolejne prace dotyczyły zagadnień zmian neuropatologicznych w przebiegu porażenia postępującego, pelagry, alkoholizmu.

## Wybrane prace
- Ueber die Veränderungen im Centralnervensystem, speciell in den Hintersträngen des Rückenmarks, bei Ergotismus. Arch. f. Psychiat. 13, ss. 99-154, 1882
- Beiträge zur pathologischen Anatomie und zur Pathologie der Dementia paralytica. Berlin: Hirschwald, 1884
- Zur Lehre von der Hysterie der Kinder, 1886
- Klinische und anatomische Studien über die Pellagra. Berlin: Fischer, 1893
- Die Bekämpfung des Alkoholmissbrauchs, 1898
- Gehirn und Gesittung: Rede, gehalten bei der Übernahme des Rektorats am 13. Oktober 1907. Elwert, 1907
- Behandlung des Ergotismus W: Handb. d. ges. Therap. (Penzoldt u. Stinzing), 1909 ss. 542-549
- Über das pathologische Element in der Kriminalität der Jugendlichen, 1914
- Die Bedeutung der Alkoholfrage für den gesundheitlichen Wiederaufbau des deutschen Volkes. Alkoholfrage 18, ss. 176-191, 1922
- Alkohol und Schule. Alkoholfrage 21, ss. 91-97, 1925